# Karina Kay
Karina Kay (California, 4 agosto 1987) è un'ex attrice pornografica statunitense.
È entrata nell'industria dei film per adulti nel 2005. È una ragazza di origini brasiliane, nata nel 1987, alta 170 cm, capelli castani e un seno naturale.

## Biografia
Kay è cresciuta studiando in una rigida scuola privata. Successivamente è andata alla Taft High School in Woodland Hills, California, dove si è laureata nel 2004. Ha perso la verginità a 16 anni, e il suo ragazzo di allora tentò di ucciderla quando lei decise di lasciarlo.
Divenuta diciottenne, nel 2005 ha cominciato a fare la ballerina di striptease a Kanoga Park, California. Benché adorasse l'intrattenimento per adulti, Karina non era soddisfatta come ballerina per via delle lunghe ore di lavoro, tant'è che una volta disse: "l'unica vita sociale che si ha è con i propri amici stripper che fanno uso di droghe" ("the only social life you have is with your stripper friends who are all doing drugs").
Dopo aver parlato col suo datore di lavoro, una modella de L.A. Direct Models, Karina entra nell'industria del cinema porno in tre mesi. La sua prima scena è stata con Erik Everhard, che successivamente ha frequentato per due mesi.
Karina Kay non gradisce il sesso anale e la parte del suo corpo che meno le piace è il suo naso, per cui intende ricorrere alla chirurgia plastica.

## Riconoscimenti
- 2006 AVN Award nominee – Best Group Sex Scene, Video – Service Animals 21[2]
- 2007 AVN Award nominee – Best Three-Way Sex Scene – Fresh Meat 21[3]

## Filmografia
- 2 Young To Fall In Love 1 (2005)
- 50 To 1 1 (2005)
- Almost Jailbait 3 (2005)
- Backseat Bangers 4 (2005)
- Barefoot Confidential 37 (2005)
- Blow Me 3 (2005)
- Blowjob Princess 1 (2005)
- Craving Big Cocks 6 (2005)
- Cream Filled Holes 3 (2005)
- Cum Craving Teens 3 (2005)
- Cum Swapping Sluts 10 (2005)
- Dark Angels 2: Bloodline (2005)
- Double Dutch (2005)
- Double Play 3 (2005)
- Dream Teens 3 (2005)
- F-ing Teens 1 (2005)
- Fine Ass Bitches 1 (2005)
- First Offense 11 (2005)
- Four Finger Club 22 (2005)
- Frank Wank POV 3 (2005)
- Fuck Dolls 5 (2005)
- Girl Crazy 6 (2005)
- Girlvana 1 (2005)
- I'm So Young (2005)
- Jailbait 2 (2005)
- Katsumi's Dirty Deeds (2005)
- Kick Ass Chicks 24: Persian Girls (2005)
- More Dirty Debutantes 311 (2005)
- Mr. Pete Is Unleashed 6 (2005)
- My Third POV: My Lucky Day (2005)
- Nerdz (2005)
- No Cum Dodging Allowed 5 (2005)
- Outnumbered 3 (2005)
- Papa Holmes' Little Girls (2005)
- POV Fantasy 3 (2005)
- Semen Sippers 4 (2005)
- Service Animals 20 (2005)
- Service Animals 21 (2005)
- Sex Fiends 2 (2005)
- She Bangs (2005)
- She Swallows (2005)
- SoCal Coeds 1 (2005)
- Strap Attack 3 (2005)
- Teen Cum Squad 3 (2005)
- Teen Fuck Holes 2 (2005)
- Teen Fuck Holes 4 (2005)
- Teen Idol 2 (2005)
- Teen Pink and 18 2 (2005)
- Teenage Spermaholics 4 (2005)
- Teens Cumming Of Age 1 (2005)
- Teens Too Pretty for Porn 2 (2005)
- Teens With Tits 5 (2005)
- Young As They Cum 17 (2005)
- Young Cheerleaders Swap N' Swallow 3 (2005)
- American Daydreams 2 (2006)
- Baker's Dozen 9 (2006)
- Blow Me 6 (2006)
- Chicks Gone Wild 1 (2006)
- Cum Rain Cum Shine 2 (2006)
- Cumstains 7 (2006)
- Evilution 2 (2006)
- Feeding Frenzy 8 (2006)
- Fresh Meat 21 (2006)
- Lust Full (2006)
- My Wife's Friends 1 (2006)
- No Cocks Allowed 2 (2006)
- Obedience School (2006)
- Service Animals 22 (2006)
- Supersquirt 3 (2006)
- Tits: Young Ripe And Real (2006)
- Tunnel Vision 1 (2006)
- Evil Vault 3 (2007)
- I Love Sunny (2007)
- POV Casting Couch 12 (2007)
- Squirt Facials (2007)
- Squirt In My Face (2007)
- Teenstravaganza 2 (2007)
- Fresh Teens 1 (2008)
- I Like 'Em Young 3 (2008)
- I Love Penny (2008)
- Monster Meat 6 (2008)
- Pop Tarts (2008)
- Pop Tarts 2 (2008)
- Truly Nice Ass 8 (2008)
- Mommy's Little Ball Buster (2009)
- Shay Jordan: Slippage (2009)
- Squirt My Face (2009)
- Squirt Shots (2009)
- Crazy for Pussy 2 (2010)
- My Gigantic Toys 13 (2011)
- Lesbian Ass Worship 2 (2012)
- Mothers Teaching Daughters How To Suck Cock 11 (2012)
- My First Lesbian Experience 2 (2012)